# Anne-Li Sjölund
Anne-Li Marie Sjölund, född 1 augusti 1966 i Indals församling i Västernorrlands län, är en svensk politiker (centerpartist). Hon är ordinarie riksdagsledamot sedan 2021 (tidigare tjänstgörande ersättare 2020–2021), invald för Västernorrlands läns valkrets.
Sjölund kandiderade i riksdagsvalet 2018 och blev ersättare. Hon var tjänstgörande ersättare för Emil Källström 22 september 2020–31 mars 2021. Sjölund utsågs till ny ordinarie riksdagsledamot från och med 14 september 2021 sedan Källström avsagt sig uppdraget. I riksdagen är hon suppleant i kulturutskottet och trafikutskottet.
Sjölund har varit distriktsombudsman för Centerpartiet och Centerkvinnorna i Västernorrland sedan 2019, och idrottspolitisk talesperson för Centerpartiet sedan oktober 2022.